# Alejandro Vilca
Alejandro Ariel Vilca (San Salvador de Jujuy, Argentina, 5 de julio de 1976) es un trabajador estatal, sindicalista y político argentino. Es dirigente nacional del Partido de los Trabajadores Socialistas (PTS), partido de orientación trotskista que integra el Frente de Izquierda y de Trabajadores - Unidad por el que se desempeña como Diputado Nacional por la Provincia de Jujuy desde 2021.

## Biografía
Alejandro Vilca nació el 5 de julio de 1976 en San Salvador de Jujuy. Se crio junto a cuatro hermanos y a su madre que trabajaba como empleada doméstica y mucama en el Sanatorio Privado de la ciudad. Vivió durante su niñez y adolescencia en el barrio San Isidro, al sur de la capital jujeña. Una vez terminado el secundario, con mucho esfuerzo se mudó a San Juan a estudiar la carrera de arquitectura en la Universidad Nacional de San Juan (UNSJ); mantuvo sus estudios trabajando como albañil, mozo y vendedor de helados. Allí conoció a la agrupación juvenil En Clave Roja que impulsaba el Partido de los Trabajadores Socialistas en el conflicto universitario contra la reforma educativa impulsada por Carlos Menem.
Entre los años 1996 y 1997 comenzó a militar orgánicamente en ese partido y a cubrir los principales manifestaciones y piquetes que realizaban movimientos de desocupados, docentes y estatales en la zona. Por problemas económicos regresa a su provincia y decide radicarse allí para construir el PTS y difundir las ideas anticapitalistas y socialistas que había conocido en la universidad y al calor de los procesos de movilización que se dieron a fines de los años noventa.

### Militancia gremial
Al regreso a Jujuy, comenzó a trabajar de forma precarizada en la municipalidad de San Salvador. En 2006 protagonizó una lucha donde puso en pie la Coordinadora Provincial de Trabajadores en Negro junto a trabajadores docentes, de salud y otros estatales por mejores condiciones laborales y pase a planta permanente. A partir de ese conflicto, Vilca y un grupo de los principales activistas son transferidos a la recolección de residuos en el barrio Alto Comedero donde después de varios años logran la efectivización de todo ese sector de municipales.

### Frente de Izquierda y de los Trabajadores
En 2011 se conforma el Frente de Izquierda y de los Trabajadores, agrupando a los principales partidos de izquierda a nivel nacional. Vilca sería candidato a gobernador, obteniendo el 1,93% de los votos. En las elecciones de 2015, encabezó la lista de diputados provinciales llegando al 7,06% y quedó cerca de ingresar a la Legislatura.
La campaña de la izquierda jujeña de cara a las elecciones legislativas de 2017, con Vilca como candidato a diputado nacional y provincial, logró tener un mucho mayor éxito. Sus resultados como candidato a diputado nacional darían la sorpresa en las elecciones primarias de agosto, y en las generales de octubre alcanzaría el tercer lugar con el 17,74%. Si bien no ingresó como diputado nacional, a nivel provincial el Frente de Izquierda obtuvo resultados similares que le permitieron lograr cuatro bancas en la Legislatura y cinco concejales en los municipios de Libertador General San Martín, Palpalá y San Salvador.
En 2021, durante las elecciones primarias previas a las legislativas, tuvo un resultado mucho mayor en la provincia, alcanzando más del 23% de los votos y quedando muy cerca del Frente de Todos a nivel provincial. Se trata de la mejor elección de la Izquierda argentina a nivel provincial.

## Diputado provincial
A partir de la histórica elección de la izquierda en 2017, Vilca ingresa a la Legislatura de la Provincia de Jujuy por el Frente de Izquierda junto a Natalia Morales, Martín Aldasoro y Héctor Hernández. El 4 de diciembre de ese año, en su jura se pronuncia:

Por la defensa de los pueblos originarios que sufren el saqueo y la explotación colonial y capitalista. Por la memoria de Santiago Maldonado y Rafael Nahuel. Por la clase obrera jujeña que lucha como la del Ingenio La Esperanza y en todo el país. Por la clase trabajadora y los oprimidos del mundo para terminar con este sistema de opresión y explotación, sí juro.